# Zé de Melo
José Inácio Felício de Melo  mas conhecido como Zé de Melo, foi um jogador de futebol que atuou no Futebol do Ceará na década de 1950 e década de 1960 natural de Juazeiro do Norte.
O meia esquerda foi ídolo coral sendo artilheiro do Campeonato Cearense no ano de 1958 pelo Ferroviário com 21 gols, no ano seguinte foi convocado pela Seleção Brasileira de Futebol para as disputas do Campeonato Sul-Americano de Futebol de 1959 no Equador. 

## Ligações Internas
- Campeonato Cearense de Futebol